# 勒卡斯特莱
勒卡斯特莱（法語：Le Castellet，法語發音：[lə kastəlɛ]）是法国普罗旺斯-阿尔卑斯-蓝色海岸大区瓦尔省的一个市镇，属于土伦区。

## 地名
该地名“Le Castellet”发音特殊，其发音为[lə kastəlɛ]，不符合字母“e”在两相同辅音字母前发/ɛ/（如“verrière”，[vɛʁjɛʁ]）或/e/（如“message”，[mesaʒ]）的法语基本发音规则，根据实际发音其应译作“勒卡斯特莱”，《世界地名译名词典》将其误译作“勒卡斯泰莱”。

## 地理
勒卡斯特莱（43°12'10"N, 5°46'36"E）面积44.77 平方千米，位于法国普罗旺斯-阿尔卑斯-蓝色海岸大区瓦尔省，该省份为法国东南部沿海省份，北起上普罗旺斯阿尔卑斯省，西北角与沃克吕兹省接壤，西接罗讷河口省，南濒地中海，东临滨海阿尔卑斯省。
与勒卡斯特莱接壤的市镇（或旧市镇、城区）包括：屈日莱潘、罗克福尔-拉贝杜勒、勒博塞、拉卡迪耶尔达聚尔、滨海萨纳里、锡涅。
勒卡斯特莱的时区为UTC+01:00、UTC+02:00（夏令时）。

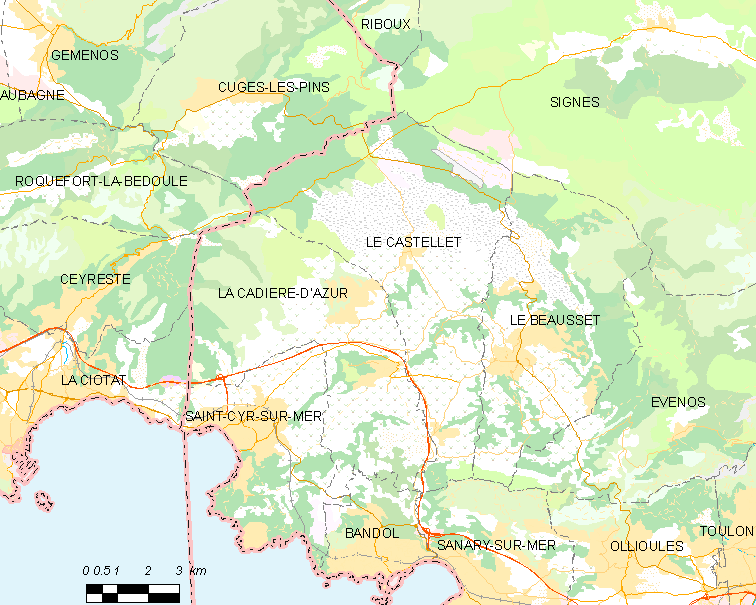
勒卡斯特莱的OSM定位图

## 行政
勒卡斯特莱的邮政编码为83330，INSEE市镇编码为83035。

## 政治
勒卡斯特莱所属的省级选区为滨海圣西尔县。

## 人口

1962-2008年间勒卡斯特莱人口变化图示

勒卡斯特莱于2022年1月1日时的人口数量为5992人。